# Гумиллея
Гумилле́я (лат. Gumillea) — монотипный род цветковых растений, содержащий вид Gumillea auriculata. Известен лишь по одному образцу, найденному в конце XVIII века в Перу.
Род назван в честь испанского натуралиста Хосе Гумильи (1686—1750).
Джордж Бентам и Джозеф Гукер отнесли этот вид к семейству кунониевые (лат. Cunoniaceae) и это решение было подтверждено Адольфом Энглером и многими другими. Последнее исследование семейства кунониевые, однако, исключает гумиллею из этого семейства. В 2009 году Армен Тахтаджян отнёс его к семейству симарубовые (лат. Simaroubaceae), но авторы последнего списка родов семейства симарубовых исключили оттуда гумиллею.
Иногда гумиллею считают синонимом пикрамнии (лат. Picramnia), однако эта информация является сомнительной и не упоминается ни в одном из недавних исследований рода пикрамния. Кроме того, Руис и Павон показали 11 семязачатков или незрелых семян, извлечённых из 2-гнёздной завязи. Однако завязь пикрамнии несёт 3 или 4, редко 2 гнезда, и в каждом гнезде всегда имеется по 2 семязачатка.
По состоянию на 2016 год порядок и семейство рода Гумиллея не установлены.